# Бранкомир, Николае

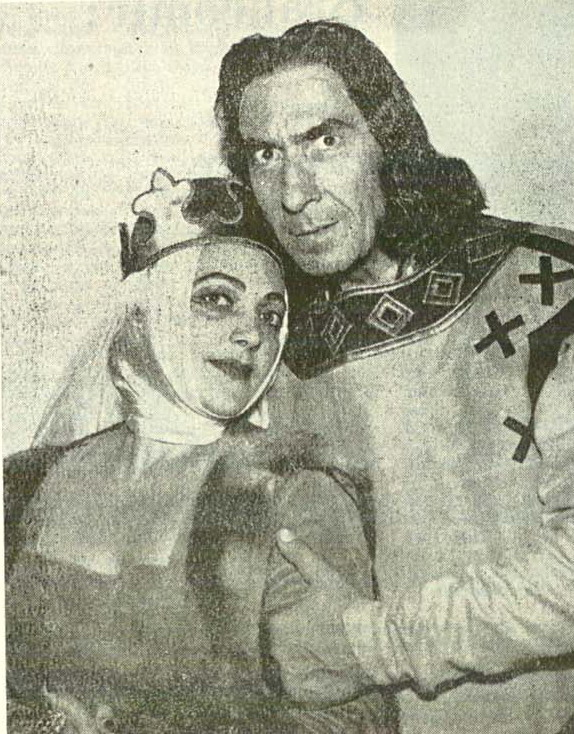
Ирина Рэчицану и Николае Бранкомир

Николае Бранкомир (рум. Nicolae Brancomir; 7 августа 1904, Бухарест, Королевство Румыния — 27 августа 1991) — румынский актёр театра и кино, мастер озвучивания. Заслуженный артист Румынии (1969).

## Биография
Сын начальника Северного вокзала столицы.
Дебютировал на театральной сцене в 1926 году, будучи студентом первого курса Консерватории драматического искусства в Бухаресте.
В 1952 году окончил Театральный институт им. И. Л. Караджале (ныне Национальный университет театра и кино «И. Л. Караджале»). Актёр Национального театра Бухареста. Участвовал в многочисленных работах в Национальном радиотеатре. Обладая очень высоким с особым тембром голосом, доминировал на сцене, и ему было трудно найти партнёров.
В 1923 году дебютировал в кино.

## Избранная фильмография
- 1974 — Штефан Великий – 1475 год — Юсуф Чауш
- 1973 — Братья Ждер — Юсуф
- 1970 — Михай Храбрый — Филимон, молдавский боярин
- 1969 — Молодость без старости — Мудрец из Царства вечной молодости
- 1946 — Dunarea cladeste si distruge — читает текст
- 1944 — Cetatea Deva — читает текст
- 1944 — Balta paradisului pescarilor — читает текст
- 1944 — Lucrari agricole — читает текст
- 1944 — Pelicanii — читает текст
- 1944 — Tigari — читает текст
- 1943 — In slujba eroilor si aproapelui — читает текст
- 1943 — Vulturasii — читает текст
- 1942 — Razboiul nostru sfant — читает текст
- 1941 — Castelul Peles — читает текст
- 1923 — Tigancusa de la iatac — читает текст